# Jacob Onsrud
Jacob Onsrud (n. 23 februarie 1882, Comuna Vestre Toten, Oppland, Norvegia – d. 4 noiembrie 1971, Comuna Østre Toten, Oppland, Norvegia) a fost un trăgător de tir ce a reprezentat Norvegia, medaliat olimpic. A participat la o ediție a Jocurilor Olimpice (1920) în care a câștigat două medalii de argint.